# 오태영 (1871년)
오태영(吳泰泳, 1871년 음력 6월 2일 ~ ?)은 대한제국과 일제강점기 초기의 관료이다.

## 생애
한문을 수학하여 1898년에 농상공부 주사를 지내는 등 대한제국의 실무 관료로 근무했다. 양지아문 서기와 내장원 장원과의 주사 등으로 재임했다.
1905년에는 경리원 주사가 되었고, 곧 경리원 서무과장으로 승진했다. 1907년까지 경리원 서무과장으로 재직 중이었고, 품계는 정3품이었다. 1908년에 내부로 소속을 옮겨 경기도 광주군 군수로 발령받았다.
1910년에는 한일 병합 조약으로 조선총독부 체제가 출범하였고, 오태영은 총독부 군수가 되어 경기도 교하군 군수에 임명되었다. 1912년에는 한일 병합을 기념하는 한국병합기념장을 수여받았다.
1914년에 총독부가 군수 인사를 대규모로 개편했을 때 교하군수직에서 면직되어, 총독부 관리로는 약 3년 반 동안 근무했다. 퇴직할 때 종7위에 서위되어 있었다.
민족문제연구소가 2008년에 공개한 민족문제연구소의 친일인명사전 수록예정자 명단 중 관료 부문에 선정되었다.

## 참고 자료
- 오태영(吳泰泳) - 국사편찬위원회